# Глобален договор на ООН
Глобалният договор на ООН е доброволна инициатива на Обединените нации за насърчаване на бизнеса в световен мащаб да възприема устойчиви и социално отговорни политики и да докладва за тяхното изпълнение. Обявена е официално на 31 януари 1999 г. от Генералния секретар на ООН Кофи Анан, а стартира своята дейност на 26 юли 2000 г.
Визията на организацията цели постигане на устойчива световна икономика, която осигурява трайни ползи за хората, общностите и пазарите. За реализиране на тази визия, инициативата има за цел да:
- Интегрира 10-те принципа на Глобалния договор на ООН в бизнес стратегии и операции по цял свят;
- Катализира действия на бизнеса в подкрепа на целите на ООН, с акцент върху съвместната работа и колективните действия.

## Българска мрежа на Глобалния договор на ООН
Глобалният договор на ООН стартира в България през януари 2003 г. под егидата на Президента на Републиката. Инициативата обединява на доброволен принцип широк кръг компании и организации, приели принципите на отговорното корпоративно гражданство. Глобалният договор призовава активни и социално отговорни компании да възприемат и приложат в техните дейности десет универсални принципа в сферата на околната среда, работните стандарти, човешките права и борбата с корупцията. Глобалният договор има за цел да ангажира бизнеса в борбата с главните социални и екологични предизвикателства, които растящата глобализация влече след себе си.
От своя старт в България Глобалният договор обединява повече от 140 компании, които споделят принципите на Глобален договор и прилагат социално отговорни практики; стремят се да обменят опит, инициират диалог или партньорства с други лица като правителството, местните власти, работодателските организации, организациите на гражданското общество и академичните институции. За да се усили и повиши ролята на мрежата на Глобалния Договор в България, през 2006 г. е въведена структура за управление, състояща се от Консултативен Съвет и Секретариат.
С приключването на подкрепата на ПРООН България, мрежата на ГД идентифицира и формулира стратегия за устойчивост. В периода 2009 – 2010 г. членовете разработват институционална рамка за бъдещото организационно развитие.
В резултат на това Сдружение „Българска мрежа на Глобалния Договор на ООН“ е учредено на 10 септември 2010 г. от 20 водещи компании и организации, членове на Глобалния Договор на ООН. Чрез лидерството на своите членове организацията си поставя за цел да утвърждава обществено-отговорно поведение сред българското общество и съдейства за балансиране на трите стълба на устойчивото развитие – икономически растеж, развитие на обществото и защита на околната среда.
Днес компаниите изпълняват три дългосрочни програми:
1. Бизнес ценности, насочена към изграждане на капацитет на членовете за прилагане на обществено отговорни практики спрямо своите партньори, служители, клиенти и доставчици;
2. Образование и кариерно развитие, с фокус върху изграждане на мост между науката и бизнеса и насърчаване на предприемачеството у младите хора в България, и
3. Стил на живот, за споделяне на универсални ценности и принципи за подобряване качеството на живот на хората.

От 2012 година Мрежата е национална представителна организация в CSR Europe за България и има водеща роля за популяризиране на достиженията на българския отговорен бизнес в Европейската общност и семейството на ООН.
Сдружението се управлява от Национален съвет и Контролен съвет.

## 10-те принципа
Глобалният Договор призовава компаниите да възприемат, подкрепят и приложат в своята сфера на влияние, сбор от ценности, разделени в четири основни категории:

### Права на човека
1. Зачитане и подкрепа за опазването правата на човека.
2. Гаранция за необвързване с действия, нарушаващи правата на човека.

### Трудови норми
3. Приемане свободата на сдружаване и ефективно признаване на правото на колективно договаряне.
4. Премахване на всякакви форми на насилствен и принудителен труд.
5. Ефективно премахване на детския труд.
6. Изкореняване на дискриминацията по отношение на правото на труд и на професия.

### Околна среда
7. Подкрепа за превантивните подходи в опазването на околната среда.
8. Подемане на инициативи, стимулиращи поемането на по-голяма отговорност към околната среда.
9. Насърчаване развитието и разпространението на технологии, щадящи околната среда.

### Антикорупция
10. Подкрепа на антикорупционни инициативи и политика на прозрачност.